# Fergus IV Foga
Fergus IV Foga („z Włócznią” lub „Piorun”) – legendarny król Ulaidu z dynastii Dál nAraidi w latach 290-331, syn Froechara Fortrena (Foirtriuna), króla Dál nAraidi (Ulaidu), brata Caelbada, króla Ulaidu i zwierzchniego króla Irlandii. 
Informacje o jego rządach w Ulaidzie z Emain Macha czerpiemy ze źródeł średniowiecznych. W „Rawlinson B 502”, manuskrypcie z XII w., zanotowano na jego temat: "Fergus Foga m[a]c Froecha[ir] .xl. b[liadna]" (faksym. 157), zaś „Laud 610” (XV w.) "Fergus Foga m[a]c Fr[o]echair .xl. blī[adn]a" (fol. 107 b 24). Zastosowano tam w tekście abrewiację oraz zapisano małymi literami rzymską cyfrę XL, oznaczającą czterdzieści lat rządów. Błędnie umieszczono go na liście królów po ojcu Froecharze, zamiast prawdopodobnie po Lugaidzie Mennie. Zapewne przed XII w. doszło do połączenia dwóch list królewskich Dál Fiatach i Dál nAraidi w jedną obecnie znaną, dokonanego przez nieznanego redaktora średniowiecznego. Stąd tak pogmatwana lista królów, zwłaszcza w drugiej części, gdzie zapewne dołączono władców Dál nAraidi, jako królów Ulaidu.
Według średniowiecznej irlandzkiej legendy i historycznej tradycji był tym królem za którego panowania doszło do najazdu tzw. „Trzech Collasów”, braci stryjecznych arcykróla Muiredacha II Tirecha. Ten widząc, że potomstwo Collasów jest zbyt rozrodzone, wysłał ich na podbój Ulaidu. Chciał w ten sposób odsunąć ich od swego kraju. Collasowie w przymierzu z mieszkańcami Connachtu walczyli w siedmiu bitwach z mieszkańcami Ulaidu. W siódmej i ostatniej bitwie pod Achadh-leithdheirg na terenie hr. Fermanagh zabili Fergusa IV Fogę. Po pokonaniu Ulatów, Collasowie spalili ich stolicę Emain Macha, po czym zajęli centralne okręgi Ulaidu, znane później jako Airgíalla (zang. Oriel), czyli „ludy podległe”. Kroniki Czterech Mistrzów datują ten podbój Ulaidu na 331 r. Po dwunastu latach bezkrólewia, tron Ulaidu objął Caelbad, stryj Fergusa IV. 

## Sprawa chronologii
Uczeni uważają chronologię wczesnej irlandzkiej historycznej tradycji za sztucznie urobioną. Datują upadek stolicy Emain Macha na 450 r. Uważają, że „Trzej Collasowie” to Conall, Enda i Eógan, trzech synowie arcykróla Nialla I Noígiallacha, którzy także dokonali podboju Ulaidu w V w. Ich spostrzeżenia wspierają wiarygodniejsze dane genealogiczne. Bowiem według tych danych Fergus nie mógł tak wcześniej panować nad Ulaidem, bowiem syn jego brata stryjecznego, Eochaid V mac Condlai, zmarł w 553 r. Na tej podstawie trzeba przesunąć czas rządów Fergusa IV na pierwszą połowę V w.